# Дрегічень (комуна)
Дрегічень, Дрегічені (рум. Drăghiceni) — комуна у повіті Олт в Румунії. До складу комуни входять такі села (дані про населення за 2002 рік):
- Грозевешть (660 осіб)
- Дрегічень (690 осіб)
- Ліїчень (576 осіб)

Комуна розташована на відстані 150 км на захід від Бухареста, 35 км на південь від Слатіни, 42 км на південний схід від Крайови.

## Населення
За даними перепису населення 2002 року у комуні проживали 1926 осіб, усі — румуни. Усі жителі комуни рідною мовою назвали румунську. За віросповіданням усі жителі комуни — православні.